# Île de Port-Cros
Île de Port-Cros – wyspa w archipelagu Îles d'Hyères w południowej Francji, na Morzu Śródziemnym (departament Var).
Pod względem geologicznym wyspa, podobnie jak cały archipelag stanowi przedłużenie pasma Massif des Maures. Szczególnie urozmaiconą rzeźbą terenu charakteryzuje się południowa część wyspy, gdzie znajdują się jej najwyższe punkty: Mont Vinaigre (194 m n.p.m.) w południowo-zachodniej części oraz fort Fortin de la Vigie (199 m n.p.m.) od południowego wschodu. Administracyjnie podlega pod gminę Hyères.
W XVI wieku wyspę ufortyfikowano: wzniesiono zachowane do dzisiaj forty l'Estissac i l'Eminence oraz wieżę na przylądku Port Man (Pointe de Port Man). Umocnienia były oblegane i niszczone przez Anglików w latach 1743 i 1793. W sierpniu 1944, wyspa wraz z fortyfikacjami została zdobyta przez aliantów podczas Operacji Dragoon. 14 grudnia 1963 Port-Cros została przekazana w całości na własność francuskiemu państwu w celu utworzenia parku narodowego, który objął również okoliczne wyspy.
Na Port-Cros znajduje się kapitanat portu, kilka pensjonatów, restauracji i barów, otwartych w sezonie, sklep oraz firmy zajmujące się obsługą ruchu turystycznego.
Całoroczne połączenia na wyspę zapewniają przewoźnicy promowi z Hyères i Le Lavandou. W sezonie oferowane są kursy także z innych miejscowości Lazurowego Wybrzeża. Większość budynków znajduje się wokół przystani, u podnóża fortów.
Poruszanie się po wyspie regulują przepisy parku narodowego, łącznie z zakazem palenia.
Wyznakowano 30 km pieszych szlaków turystycznych, częściowo w formie ścieżek dydaktycznych oraz trasę dla turystów wyposażonych w maski i fajki nurkowe (sentier sous-marin). Organizowane są też m.in. wyprawy nurkowe i wycieczki z przewodnikiem. Nurkowie odnaleźli m.in. wrak fleuty La Baleine, zatopionej w 1710. Turyści mogą korzystać z kilku wyznaczonych plaż.